# Яворский, Владислав
Яворский, Владислав Юрьевич (род. 21 июля 1970 Ош, Киргизская ССР) — предприниматель, писатель, торговец драгоценными камнями, эксперт-геммолог, основатель ювелирного дома из Беверли-Хиллз. Известен как один из крупнейших мировых торговцев шпинелью. Автор книг о драгоценных камнях, одна из которых была названа журналом JCK одной из лучших книг для любителей драгоценных камней в 2016 году Яворский неоднократно давал интервью в качестве мирового эксперта по драгоценным камням и новым месторождениям таким авторитетным изданиям как The New York Times и др.
Влад Яворский владеет и управляет ювелирным интернет-магазином IVY New York, изначально базирующимся в США, а также своим одноимённым бизнесом Яворского, где он торгует драгоценными камнями. Его работы появлялись в таких изданиях, как Grazia, Vogue, Allure, InStyle и Harper’s Bazaar Его украшения также были представлены такими знаменитостями, как Дженнифер Лопес, Тейлор Свифт, и Рианна.

## Биография
Образование
Яворский изучал геологию в Одесском Государственном Университете им. И. И. Мечникова. Большую часть студенчества он провёл в геологических экспедициях на Байкал, Сибирь, Урал, Алтай, Дальний Восток и в горы Памира в провинции Бадахшан на территории современного Таджикистана. Поступив в университет в 1987 году, Яворский начал торговать как малоизвестными, так и востребованными драгоценными камнями. Его приоритетом была шпинель.

После окончания университета в 1992 году Яворский провел несколько лет, путешествуя и торгуя драгоценными камнями в Германии, Италии и Франции, зарабатывая на жизнь независимыми продажами, остановившись в США. 
Более 20 лет он занимается изучением, поиском и поставкой лучших драгоценных и полудрагоценных камней крупнейшим ювелирным домам мира — от Cartier и Graff до Van Clef & Arpels, Bulgari и Tiffany & Co. Владислав лично путешествует в самые отдаленные уголки планеты на месторождения камней, а главный его талант состоит в том, что он умеет разглядеть в камне будущее совершенство. Именно поэтому Владу удалось собрать несравненную коллекцию поистине удивительных и ценных экземпляров. — Йонас Йорнеред 

### Карьера
В 1995 году в Нью-Йорке открыл свой первый офис.
В 1999 году он переехал в Бангкок, где открыл бизнес по огранке драгоценных камней.
 В начале своей карьеры Яворский продолжал заниматься преимущественно шпинелью, концентрируясь на менее известных драгоценных камнях в отличие от коммерческих, таких как рубины, сапфиры и изумруды.
После долгих лет практики в ювелирном деле, Яворский стал специалистом по разным драгоценным камням, включая необработанные сапфиры, рубины, гранаты-демантоиды, гранаты-цавориты и многие другие. Он приобрёл общемировую узнаваемость благодаря своей уникальной огранке, цветовой палитре, чистоте и высокому качеству продаваемых камней.
Известность Яворского возросла после увеличения спроса на шпинель.
В настоящее время Яворский находится в Юго-Восточной Азии и выставляется на международном уровне. Ему принадлежит самая большая и известная в мире синяя кобальтовая шпинель из рудника Люк Йен во Вьетнаме и одна из самых крупных красных шпинелей весом 110 карат.
В 2012 году основал бренд — IVY New York. Особое внимание в своих изделиях Яворский уделяет ярким цветным камням, подчеркивая их красоту и огранку с помощью спокойного и достаточно консервативного дизайна.Все изделия молодой марки выполняются вручную и в единственном экземпляре.
Автор книг
Владислав Яворский — автор книги «Terra Spinel» (2010). Книга содержит фотографии многочисленных шпинелей из коллекции Яворского, найденных за эти годы. Также в неё включены фотографии шахт, деревень, ландшафтов, храмов, сделанные автором за время путешествий по месторождениям за 20 лет. Последний оригинальный экземпляр этой книги был официально продан по рекордной цене в 1000 долларов США.
В 2014 году Яворский выпустил вторую книгу, — «Terra Garnet». Книга была названа журналом JCK Magazine одной из лучших журнальных книг о ювелирных изделиях и часах 2014 года.
Его третья книга «Gemstones: Terra Connoisseur» охватывает все натуральные цветные камни, в то время как его другие книги были посвящены конкретным камням. «Gemstones: Terra Connoisseur» была опубликована в конце 2016 года и стала мировым бестселлером среди изданий по геммологии.
В том же году «Gemstones: Terra Connoisseur» вошла в пятерку лучших книг для любителей драгоценных камней по версии журнала JCK. Книга была переведена на китайский язык и издано специальным изданием в материковом Китае, чтобы поддержать геммологический интерес у читателей на китайском языке.
В 2018 году Владислав Яворский выпустил книгу в новом двойном формате «Burma Gems. Sri Lanka Gems». Комплект из двух книг посвящен важнейшим и крупнейшим месторождениям драгоценных камней в истории, и эти две страны непосредственно связаны с автором. Правительство Шри-Ланки поддержало публикацию Sri Lanka Gems Book и книга была официально представлена на церемонии открытия выставки Facets в Коломбо.
Книга «Шпинель с Памира» 2019 года посвящена единственной исторической шахте, где была добыта красная шпинель для Короны Британской Империи. Книгу сопровождает уникальный документальный фильм о жизни жителей села Кух-и-Лал, где традиционно велась добыча драгоценной розовой и красной шпинели. Полное название "Spinel from Kuh-i-Lal, Pamir, Badakhshan, Tajikistan: The Original ‘Ruby’ — A Treasure Beyond Time by Vladyslav Y. Yavorskyy («Шпинель из Кухилала (Памир, Бадахшан, Таджикистан: настоящие „рубины“ — вечные сокровища» Владислава Яворского).